# Rio Pirangi (Pernambuco)
O Rio Pirangi é um curso d'água do estado brasileiro de Pernambuco. Tem sua nascente no município brasileiro de Quipapá no povoado de Pau de Ferro, tem aproximadamente 72 km de extensão, banha as cidades de São Benedito do Sul, Maraial, Jaqueira, Catende e deságua no Rio Una, em Palmares. É um dos afluentes importantes do rio una. Ele também tem um afluente importane, o Rio Panelas, que deságua em Catende.